# Thaumalegastra
Thaumalegastra is een geslacht van kevers uit de familie bladkevers (Chrysomelidae).
De wetenschappelijke naam van het geslacht werd in 1994 gepubliceerd door Daccordi.

## Soorten
- Thaumalegastra lawrencei Daccordi, 2000
- Thaumalegastra matthewsi Daccordi, 1994
- Thaumalegastra matthewsi Daccordi, 1994
- Thaumalegastra monteithi Daccordi, 1994